# Philippe Gladoux
Philippe dit Julien Gladoux, né le 10 janvier 1925 à Besançon (Doubs) et exécuté le 26 septembre 1943 dans la même ville, est un ouvrier agricole et résistant français,,,,,.

## Biographie
Ancien étudiant au lycée Jules-Haag devenu ouvrier agricole aux tourbières de La Vèze, il rejoint la résistance en février 1943. Membre du groupe Simon et proche du groupe Guy Mocquet, il est arrêté le 1er juillet 1943 à Fontain pour « aide à l’ennemi et attentats terroristes. » Détenu à la prison de la Butte, il est condamné à mort le 18 septembre 1943 et fusillé le 26 à la citadelle,,. 
Reconnu mort pour la France, déporté-interné résistant,, soldat FFI,, il obtient la Médaille militaire,, la Médaille de la Résistance, et la Croix de guerre, à titre posthume.